# Matthew Grinlaubs
Matthew Grinlaubs (* 9. Juni 1971 in Christchurch, Neuseeland) ist ein ehemaliger australischer Beachvolleyballspieler und Trainer.

## Karriere als Spieler
Grinlaubs spielte seine ersten internationalen Turniere 1997 mit Mark Frisby-Smith. Ihr bestes Ergebnis erzielten die beiden Australier mit Platz 41 bei den Ostende Open. Außerdem nahmen sie am Grand Slam in Espinho teil. 1999 bildete Grinlaubs ein neues Duo mit Joshua Slack. Bei den Moskau Open erreichten Grinlaubs/Slack den 25. Platz. Sie nahmen an der Weltmeisterschaft in Marseille teil, bei der sie jedoch nicht über den 41. Rang hinaus kamen. Die World Tour 2000 begannen sie mit einem 17. Platz in Mar del Plata. Bei den Macau Open erreichten sie als Neunte erstmals die Top Ten. Nach dem Grand Slam in Chicago belegten sie in Stavanger erneut den 17. Rang. Anschließend gelangen ihnen Marseille, Espinho und Ostende weitere Top-Ten-Ergebnisse. Als Vertreter des Gastgebers qualifizierten sie sich für die Olympischen Spiele in Sydney. Dort verloren sie ihr erstes Spiel gegen die Brasilianer Emanuel/Loiola mit 3:15. In der Verliererrunde besiegten sie zunächst das argentinische Duo Salema/Baracetti mit 15:2, bevor sie gegen die Österreicher Berger/Stamm ausschieden.

## Karriere als Trainer
Nach seiner Laufbahn als Spieler arbeitete Grinlaubs zunächst als Trainer an der Queensland Academy of Sport. 2007 verpflichtete ihn der britische Volleyballverband als Nationaltrainer für die Beachvolleyball-Teams. 2011 beendete Grinlaubs diese Tätigkeit.